# 陶里亚诺瓦
陶里亚诺瓦（義大利語：Taurianova），是意大利雷焦卡拉布里亚省的一个市镇。总面积47平方公里，人口15858人，人口密度337.4人/平方公里（2009年）。ISTAT代码为080093。